# TV Dinners
TV Dinners (с англ. — «ТВ-обеды») — восемнадцатый сингл американской блюз-рок-группы ZZ Top, третий сингл альбома Eliminator.

## О песне
Сингл записывался в 1983 году в ходе работы над альбомом Eliminator. При записи Билли Гиббонс использовал гитару Gretsch Roundup 1955 года выпуска 
Название песни и её текст повествует о популярных в США так называемых «телевизионных обедах». Это название, которое в 1950-х было зарегистрированной торговой маркой компании Swanson, распространилось в США как эпоним для упакованного замороженного (охлаждённого) обеда из нескольких блюд, который достаточно подогреть в микроволновой печи. Песня продолжает цикл песен ZZ Top о простых бытовых предметах. В песне герой не без иронии восхищается такими обедами («двадцатилетняя замороженная индейка в тридцатилетней консерве») и готов есть их снова и снова. Песня, наряду с тремя главными хитами альбом, также часто ротировалась на радио. На эту песню Гиббонса вдохновила женщина в одном из ночных клубов Мемфиса: на спине её спортивного костюма была надпись TV Dinners, чему тогда удивился Гиббонс.
Песня была выпущена синглом в 1983 году, добралась до 38 позиции в Hot Mainstream Rock Tracks и также была успешна в Великобритании, добравшись до 67 места. На песню был выпущен видеоклип, активно ротировавшийся на MTV.
Роберт Палмер в 2003 году выпустил кавер-версию песни на альбоме Drive.

## Сторона B
Сингл был выпущен в нескольких вариантах. 7” вариант содержал урезанную версию песни TV Dinners, а на стороне B была ещё одна песня из цикла о простых вещах Cheap Sunglasses. 12” вариант был таким же, но с полной версией песни TV Dinners. Двойной 12” вариант помимо полной версии TV Dinners содержал песни Cheap Sunglasses, Legs (в альтернативном «металлическом» микшировании) и A Fool For Your Stockings 

## Участники записи
- Билли Гиббонс — гитара, вокал
- Дасти Хилл — бас-гитара
- Фрэнк Бирд — ударные, перкуссия

Технический состав
- Билл Хэм — продюсер
- Терри Мэннинг — звукооператор